# Rupert Waterhouse
Rupert Waterhouse (Sheffield, 15 de enero de 1873 - septiembre de 1958) fue un médico británico conocido principalmente por sus trabajos sobre el síndrome de necrosis hemorrágica suprarrenal masiva debida generalmente a una infección fulminante por meningococo, el cual frecuentemente es mortal. En su honor este síndrome se designa en la literatura médica como síndrome de Waterhouse-Friderichsen, compartiendo el honor con el médico danés Carl Friderichsen, ambos publicaron trabajos sobre esta enfermedad.

## Biografía
Nació en la ciudad de Sheffield donde su padre John Hodgson Waterhouse ejercía la medicina, era descendiente de Sir Gilbert Waterhouse, cirujano del Sheffield Royal Infirmary. Realizó sus estudios en el Sheffield Collegiate School, Wesley College y en el St. Bartholomew’s Hospital de Londres. En 1911 se trasladó a Bath donde ejerció como médico en el Royal United Hospital y el Royal National Hospital para enfermedades reumáticas. En la Primera Guerra Mundial participó junto al ejército británico en las campañas de Gallipoli, Egipto, Palestina y Francia, estando al mando primero del servicio de transportes de heridos en ambulancia y más tarde del Southern General Hospital.
En el campo de la medicina era un médico clínico y anatomopatólogo, interesándose sobre todo por las enfermedades reumáticas. En 1911 describió en la revista The Lancet un síndrome de fallo suprarrenal bilateral, después de hemorragia de esta glándula, secundario a sepsis por meningococo que el denominó como apoplejía suprarrenal, el paciente era un niño de 8 meses de edad que presentó una púrpura de inicio fulminante y murió 4 horas después de su ingreso, la autopsia demostró la existencia de hemorragia suprarrenal bilateral. Gracias a esta publicación el síndrome ha sido incorporado con su nombre a la literatura médica y se designa como Síndrome de Waterhouse-Friderichsen. Los síntomas ya habían sido descritos en 1894 por Arthur Francis Voelcker (1861-1946) y en 1901 por el dermatólogo Ernest Gordon Graham Little (1867-1950), sin embargo no fue aceptado por la comunidad médica como trastorno independiente hasta la descripción por Rupert Waterhouse. En 1918 el tema fue revisado extensamente por el pediatra danés Carl Friderichsen, siendo incluido a partir de entonces en los tratados de medicina.